# Cylindraustralia divisa
Cylindraustralia divisa är en insektsart som beskrevs av Günther, K.K. 1992. Cylindraustralia divisa ingår i släktet Cylindraustralia och familjen Cylindrachetidae. Inga underarter finns listade i Catalogue of Life.